# Congressos Internacionais da Língua Espanhola
Os Congressos Internacionais da Língua Espanhola (Congresos Internacionales de la Lengua Española, em espanhol) ou CILE são organizados pelo Instituto Cervantes e tem como objetivo reletir, discutir e solucionar os problemas e qualidades do espanhol no mundo.

## Congressos
- I Congresso da Língua Espanhola em Zacatecas, México
- II Congresso da Língua Espanhola em Valladolid, Espanha
- III Congresso da Língua Espanhola em Rosário, Argentina
- IV Congresso da Língua Espanhola em Cartagena, Colômbia
- V Congresso da Língua Espanhola em Valparaíso, Chile (cancelado por causa do Sismo do Chile de 2010)
- VI Congresso da Língua Espanhola em Cidade do Panamá, Panamá
- VII Congresso da Língua Espanhola em San Juan, Porto Rico
- VIII Congresso da Língua Espanhola em Córdova, Argentina